# 中国女子职业高尔夫球巡回赛
中国女子职业高尔夫球巡回赛（英語：China LPGA Tour，缩写），简称女子中巡，是由中国高尔夫球协会与东方高尔夫国际集团推出的女子职业高尔夫球巡回赛。

## 历史
女子中巡赛的前身是东方高尔夫国际集团于2004年在厦门举办的东方名人赛。2005年，开始与韩巡赛合作。2009年北京东方明珠锦标赛的举行，标志着女子中巡赛的正式成立。2013年3月1日，女子中巡赛加入女子高尔夫世界排名。

## 历年奖金王
| 年份   | 球员   | 国家           | 奖金（元） |
| ------ | ------ | -------------- | ---------- |
| 2016年 | 石昱婷 | 中华人民共和国 | 632579.19  |
| 2015年 | 冯珊珊 | 中华人民共和国 | 950981.60  |
| 2014年 | 林希妤 | 中华人民共和国 | 772577.54  |
| 2013年 | 郑艺娜 |                | 378484.43  |
| 2012年 | 冯珊珊 | 中华人民共和国 | 614923.00  |
| 2011年 | 潘艳红 | 中华人民共和国 | 229699.77  |
| 2010年 | 黄美好 | 中华人民共和国 | 97488.46   |
| 2009年 | 杨涛丽 | 中华人民共和国 | 237386.65  |